# Anay Tejeda
Anay Tejeda (Marianao, 3 april 1983) is een Cubaanse hordeloopster, die is gespecialiseerd in de 100 m horden. Ze werd meervoudig Cubaans kampioene en wereldjeugdkampioene in deze discipline.

## Biografie

### Jeugd
Haar eerste succes behaalde Tejeda in 2002 met het winnen van de 100 m horden op de Centraal-Amerikaanse jeugdkampioenschappen in 12,93 s. Hiermee kwalificeerde ze zich voor de WK voor junioren dat jaar in Seoel, waar ze de 100 m horden prompt won. Met een tijd van 12,81 (meewind) eindigde ze met een flinke voorsprong voor de Poolse Agnieszka Frankowska (zilver; 13,16) en Duitse Tina Klein (brons; 13,23).

### Senioren
Na de overstap naar de senioren had Anay Tejeda enige tijd nodig om de wereldtop te bereiken. Ze werd op de Olympische Spelen van 2004 in Athene uitgeschakeld in de kwalificatieronde met een tijd van 13,24.
Tejeda nam driemaal deel aan de wereldindoorkampioenschappen, maar sneuvelde tweemaal nog voor de finale. In 2008 begon ze haar indoorseizoen sterk door al haar PR's te verbeteren en kwalificeerde zij zich in het Spaanse Valencia voor de finale van de 60 m horden bij de WK indoor 2008. Hier was haar eindtijd van 7,98 voldoende voor een bronzen medaille achter de Amerikaanse atletes Lolo Jones (goud; 7,80 s) en Candice Davis (zilver; 7,93 s).
Op de Olympische Spelen van 2008 in Peking werd Anay Tejeda op de 100 m in de voorrondes uitgeschakeld met een tijd van 12,84.

## Titels
- Wereldjeugdkampioene 100 m horden - 2002
- Centraal-Amerikaans jeugdkampioene 100 m horden - 2002
- Cubaans kampioene 100 m horden - 2002, 2003, 2004, 2005

## Persoonlijke records
Outdoor
| Onderdeel    | Prestatie    | Datum        | Plaats  |
| ------------ | ------------ | ------------ | ------- |
| 100 m        | 11,81 s      | 20 juni 2006 | Cáceres |
| 100 m horden | 12,61 s (NR) | 5 juli 2008  | Cali    |

Indoor
| Onderdeel   | Prestatie | Datum            | Plaats    |
| ----------- | --------- | ---------------- | --------- |
| 60 m        | 7,43 s    | 26 februari 2008 | Aubière   |
| 50 m horden | 6,83 s    | 5 maart 2010     | Liévin    |
| 60 m horden | 7,90 s    | 10 februari 2008 | Karlsruhe |

## Palmares

### 60 m horden
- 2008:  WK indoor - 7,98 s
- 2010: 4e WK indoor - 7,91 s

### 100 m horden
- 1999:  WK U18 - 13,45 s
- 2000: 7e WK U20 - 13,38 s
- 2002:  WK U20 - 12,81 s (wind)
- 2003: 8e Pan-Amerikaanse Spelen
- 2004: 5e in serie OS - 13,24 s
- 2005: 5e Universiade - 13,33 s
- 2008: DNF in ½ fin. OS